# Кіевлянинъ (газета)
«Кіевля́нинъ» (укр. Киянин, рос. дореф. Кіевлянинъ) — російська приватна газета консервативно-монархічно-москвофільського та українофобського спрямування, що виходила в Києві російською мовою з 1864 по 1919 рік.

## Історія

### До революції 1917 року
Газета мала спочатку помірно-ліберальне, пізніше — консервативне монархічно-москвофільське спрямування. Була однією з найвпливовіших у Південно-Західному краї і однією з найкращих провінційних газет у всій Російській імперії. Є важливим джерелом історичних відомостей і подій тогочасного життя Києва.
Від 1870-х років вела боротьбу з «українофільством» та «мазепинством». У період революції 1905—1907 років була єдиною газетою в Російській імперії, яка не припиняла свого виходу. Від 1908 року була інформаційним органом «Киевского клуба русских националистов».
У вересні 1913 року виступила із засудженням судового процесу над Менахемом Бейлісом, що призвело (уперше за всі роки її виходу у світ) до конфіскації номера.
З кінця 1880-х років до 1903 року постійним театральним оглядачем газети був Ізмаїл Александровський. У газеті публікувались Ілля Рева, Олександр Каневцев.

### Під час німецької окупації
Коли війська Центральних держав окупували майже весь Південь Росії, зарахований до України.
25 лютого (10 березня) 1918 року в естренному випуску № 16 надрукувала передовицю В. В. Шульгіна про своє закриття на знак протесту проти введення до Києва німецьких військ.
При цьому, говорячи про німецький порядок як про антипод російської революції, Шульгін писав: Отож вітаємо вас, панове революціонери! Німці принесли цей порядок на своїх багнетах… і перш за все, наводячи в дію залізниці, наказали вимити і вимости до чиста наш нещасний київський вокзал, цю емблему сучасної культури, яку ви стільки часу пакостили на славу демократичних принципів. Чистота та охайність! Чи є початок вороже брудом вінчаної російської революції?
Колектив редакції «Киянина» у повному складі (за винятком головного редактора) перейшов у нову газету «Голос Києва», яка почала виходити з 1 квітня 1918 р., тож можна говорити, що «Киянин» був відроджений у цьому виданні. Самого В. В. Шульгіна «негласно» заміняла сестра П. В. Могилевська. Дружина В. В. Шульгіна, Катерина Григорівна, яка також була публіцистом та видавцем «Киянина», так само працювала у «Голосі Києва». Газета виступала проти більшовизму та українського сепаратизму, але оминала питання про Добровольчу армію.

### При владі ВРЮР
Протягом серпня — грудні 1919 року під час перебування у Києві Збройних сил Півдня Росії В. В. Шульгін відновив газету. Вона була офіційним органом Добровольчої армії, але командування настільки довіряло редакційній політиці, що газета була звільнена від цензури.
У першому номері газети, що вийшов 21 серпня (3 вересня) 1919 року, було надруковано редакційну статтю, написану Шульгіним, «Вони повернулися», в якій він писав: «Так, цей край російський. Ми не віддамо його — ні українським зрадникам, ні єврейським катам, які залили його кров'ю», і звернення О. І. Денікіна  «До населення Малоросії», автором якого також був головний редактор «Киянина», згідно з його власним твердженням (хоча сам Денікін стверджував, що Звернення складалося «за близької участі проф. Новгородцева», а Шульгіна як його автора чи навіть співавтора не згадував). Цей номер газети можна було «дістати лише після довгого стояння в черзі».
У цьому ж номері газети була надрукована ще одна стаття Шульгіна — «Мені помста і я віддам», в якій писалося: «суд над лиходіями повинен бути суворим і буде таким, але самосуд неприпустимий». Об'єктивно це було застереження проти єврейських погромів. Однак у наступні дні «тихого погрому» в Києві, що здійснювався ночами некерованими добровольцями, 8 жовтня 1919 опублікував в «Киянині» сумно знамениту статтю «Катування страхом», що стала маніфестом ідейного антисемітизму, яка перекладала провину за погроми на євреїв, і у якій писалося, що автор розуміє мотиви і почуття погромників, оскільки євреї становили, на його думку, основу більшовицької влади. Це сприяло зростанню погромних настроїв. Однак, через деякий час, «Киянин» почав друкувати статті, які засуджували єврейські погроми, як згубні для Білої справи.
Газета постійно виступала з засудженням грабежів і пояснювала корисність суспільству, на противагу більшовицькій пропаганді, «мішочників» і «спекулянтів», які у умовах вільної торгівлі забезпечували місто продовольством та інші товарами.
«Киянин» був єдиною газетою, яка виходила в Києві в останні дні влади ВРЮР. До останнього моменту газета переконувала киян, що Київ можна утримати, якщо тільки по-справжньому захотіти це зробити. Останній (83-й) номер газети вийшов тоді, коли білі частини залишили місто. На той час тираж «Киянина» досяг 70 тис. примірників. Як згадував про це його головний редактор: У цьому була своєрідна втіха: якщо завтра йому треба було замовкнути «на віки», то все ж у вигляді епітафії можна було б сказати: «Він загинув у розквіті своєї популярності». — Шульгін В. В. Загалом газета видавалася з 21 серпня (3 вересня) до 3 (16) грудня 1919 року.

## Редактори
Газету редагували: В. Я. Шульгін (1864—1878), Д. І. Піхно (1878—1885, 1887—1907), В. Піхно (1885—1887), К. Смаковський (1907—1913), В. В. Шульгін (1913—1914), від 1914 до 1917 року поперемінно К. Смаковський та В. В. Шульгін, у 1918 та 1919 роках — В. В. Шульгін.
Її видавцями були: В. Я. Шульгін (1864—1878), М. К. Шульгіна (у шлюбі Піхно; 1873—1883); від 1883 до 1913 року — спадкоємці М. К. Піхно, від 1913 року — В. В. Шульгін та П. Могилевська. У різні роки мала тираж від 10 до 12 тис. примірників.